# Старобобовичское сельское поселение
Старобобо́вичское сельское поселение — упразднённое муниципальное образование в западной части Новозыбковского района Брянской области. Административный центр — село Старые Бобовичи.
Образовано в результате проведения муниципальной реформы в 2005 году, путём слияния дореформенных Старобобовичского, Новобобовичского и Старовышковского сельсоветов.
10 июня 2019 года вместе с другими сельскими поселениями Новозыбковского муниципального района было упразднено и объединено с городским округом г. Новозыбкова в новое единое муниципальное образование Новозыбковский городской округ.

## Население
| 2010  | 2011  | 2012  | 2013  | 2014  | 2015  | 2016  |
| ----- | ----- | ----- | ----- | ----- | ----- | ----- |
| 2108  | ↘2104 | ↘2040 | ↘1955 | ↘1902 | ↘1820 | ↘1786 |
| 2017  | 2018  | 2019  |       |       |       |       |
| ↗1800 | ↘1782 | ↘1770 |       |       |       |       |

## Населённые пункты
- село Старые Бобовичи
- хутор Булдынка
- посёлок Гатка
- посёлок Грива
- посёлок Гривка
- село Новые Бобовичи
- посёлок Победа
- посёлок Прудовка
- село Старый Вышков
- посёлок Ясная Поляна

Ранее в состав Старобобовичского сельского поселения входил также посёлок Колодезский, исключённый из учётных данных в 2010 году.

## Археология
В 1927 году крестьяне села Новые Бобовичи при сооружении колодца на дне большой балки, на глубине 5,44 м от балочного дна, наткнулись на кости мамонта. Преподаватели Новозыбковского политехникума Г. Э. Гиттерман и Д. П. Дятлов и студент А. В. Кротов извлекли 156 костей, принадлежавших 11—13 особям.